# Douglas F3D Skyknight
Le Douglas F3D Skyknight était un avion de chasse nocturne, embarqué à bord de porte-avions, conçu par les États-Unis à la fin des années 1940. Construit à environ 250 exemplaires, il a participé à la guerre de Corée et sa version de guerre électronique a également servi lors de la guerre du Viêt Nam.

## Conception
Un projet d'avion de chasse embarqué fut lancé en 1946 par l'US Navy. McDonnell répondit avec le F2H Banshee, Grumman avec le F9F Panther et Douglas avec le F3D Skyknight.
L'US Navy ne passa commande qu'auprès de McDonnell et de Grumman. Néanmoins, l'US Marine Corps favorisa le Skyknight, et souhaitait remplacer à la fois le F4U Corsair et le F7F Tigercat. Le développement fut confié à Ed Heinemann. Le F3D était un appareil imposant construit pour pouvoir emporter les 500 kg d'équipement électronique nécessaire pour le fonctionnement de son radar de 32 km de portée.
Paradoxalement l’USAF fut également intéressé par le F3D car le F-89 Scorpion (son projet d’intercepteur tout temps) prenait du retard. L’USAF abandonna finalement le Skyknight au profit du F-94 Starfire.
Aucun F3D ne fut utilisé en première ligne par l'US Navy (les 28 F3D-1 perçus par l'US Navy servirent en tant qu'appareil d'entraînement et de perfectionnement), alors que la plupart des 237 F3D-2 construits prirent part au combat sous les couleurs de l'aviation de l'USMC pendant la Guerre de Corée.

## Description
Le Skyknight était propulsé par deux réacteurs Westinghouse J34-WE-22 de 13,3 kN de poussée chacun, montés dans des nacelles situées au bas du fuselage sous les ailes. 
Les moteurs étaient faciles d’accès pour la maintenance. L'avion était armé de quatre canons de 20 millimètres montés dans le dessous du nez, avec 200 coups par arme La capacité interne de carburant était 5,116 litres. Un réservoir supplémentaire de 568 litres ou une bombe de 450 kilogrammes pourraient être portés sous chaque aile.
Le pilote et l’officier radar étaient assis côte-à-côte. 

## Engagements
- Guerre de Corée (chasse nocturne)

Le 3 novembre 1952, il fut le 1er appareil à réaction à abattre de nuit, grâce à l'utilisation de son radar, un autre avion à réaction (Yak-15). 
- Guerre du Viêt Nam (guerre électronique)

## Variantes

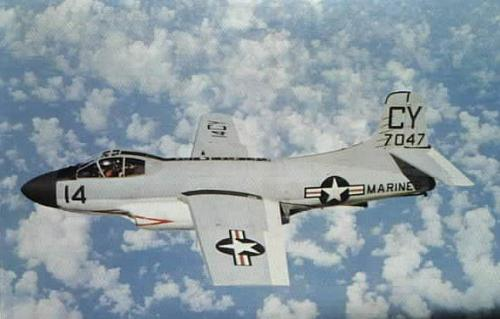
Un EF-10B de l'US Marine Corps

- XF3D-1 : prototypes (3 exemplaires)
- F3D-1 / F-10A : version initiale (29 exemplaires)
- F3D-2 / F-10B : réacteurs plus puissants et autres améliorations (237 exemplaires)
- F3D-1M / MF-10A : version armée de missiles air-air Sparrow (12 F3D-1 modifiés)
- F3D-2M / MF-10B : version armée de missiles air-air Sparrow (16 F3D-2 modifiés)
- F3D-2T : version d'entraînement (5 avions modifiés)
- F3D-2T2 / TF-10B : version d'entraînement radar (55 avions modifiés)
- F3D-2Q / EF-10B : version de guerre électronique (10 avions modifiés ?)

## Utilisateurs
- États-Unis
  - US Navy
  - US Marine Corps